# 1833
Portal Geschichte | Portal Biografien | Aktuelle Ereignisse | Jahreskalender | Tagesartikel

◄ |
18. Jahrhundert |
19. Jahrhundert
| 20. Jahrhundert | ►

◄ |
1800er |
1810er |
1820er |
1830er
| 1840er | 1850er | 1860er | ►

◄◄ |
◄ |
1829 |
1830 |
1831 |
1832 |
1833
| 1834 | 1835 | 1836 | 1837 | ► | ►►
Staatsoberhäupter · Wahlen · Nekrolog   · Musikjahr
| Januar | Januar | Januar | Januar | Januar | Januar | Januar | Januar |
| Kw     | Mo     | Di     | Mi     | Do     | Fr     | Sa     | So     |
| ------ | ------ | ------ | ------ | ------ | ------ | ------ | ------ |
| 1      |        | 1      | 2      | 3      | 4      | 5      | 6      |
| 2      | 7      | 8      | 9      | 10     | 11     | 12     | 13     |
| 3      | 14     | 15     | 16     | 17     | 18     | 19     | 20     |
| 4      | 21     | 22     | 23     | 24     | 25     | 26     | 27     |
| 5      | 28     | 29     | 30     | 31     |        |        |        |

| Februar | Februar | Februar | Februar | Februar | Februar | Februar | Februar |
| Kw      | Mo      | Di      | Mi      | Do      | Fr      | Sa      | So      |
| ------- | ------- | ------- | ------- | ------- | ------- | ------- | ------- |
| 5       |         |         |         |         | 1       | 2       | 3       |
| 6       | 4       | 5       | 6       | 7       | 8       | 9       | 10      |
| 7       | 11      | 12      | 13      | 14      | 15      | 16      | 17      |
| 8       | 18      | 19      | 20      | 21      | 22      | 23      | 24      |
| 9       | 25      | 26      | 27      | 28      |         |         |         |

| März | März | März | März | März | März | März | März |
| Kw   | Mo   | Di   | Mi   | Do   | Fr   | Sa   | So   |
| ---- | ---- | ---- | ---- | ---- | ---- | ---- | ---- |
| 9    |      |      |      |      | 1    | 2    | 3    |
| 10   | 4    | 5    | 6    | 7    | 8    | 9    | 10   |
| 11   | 11   | 12   | 13   | 14   | 15   | 16   | 17   |
| 12   | 18   | 19   | 20   | 21   | 22   | 23   | 24   |
| 13   | 25   | 26   | 27   | 28   | 29   | 30   | 31   |

| April | April | April | April | April | April | April | April |
| Kw    | Mo    | Di    | Mi    | Do    | Fr    | Sa    | So    |
| ----- | ----- | ----- | ----- | ----- | ----- | ----- | ----- |
| 14    | 1     | 2     | 3     | 4     | 5     | 6     | 7     |
| 15    | 8     | 9     | 10    | 11    | 12    | 13    | 14    |
| 16    | 15    | 16    | 17    | 18    | 19    | 20    | 21    |
| 17    | 22    | 23    | 24    | 25    | 26    | 27    | 28    |
| 18    | 29    | 30    |       |       |       |       |       |

| Mai | Mai | Mai | Mai | Mai | Mai | Mai | Mai |
| Kw  | Mo  | Di  | Mi  | Do  | Fr  | Sa  | So  |
| 18  |     |     | 1   | 2   | 3   | 4   | 5   |
| 19  | 6   | 7   | 8   | 9   | 10  | 11  | 12  |
| 20  | 13  | 14  | 15  | 16  | 17  | 18  | 19  |
| 21  | 20  | 21  | 22  | 23  | 24  | 25  | 26  |
| 22  | 27  | 28  | 29  | 30  | 31  |     |     |
| --- | --- | --- | --- | --- | --- | --- | --- |

| Juni | Juni | Juni | Juni | Juni | Juni | Juni | Juni |
| Kw   | Mo   | Di   | Mi   | Do   | Fr   | Sa   | So   |
| ---- | ---- | ---- | ---- | ---- | ---- | ---- | ---- |
| 22   |      |      |      |      |      | 1    | 2    |
| 23   | 3    | 4    | 5    | 6    | 7    | 8    | 9    |
| 24   | 10   | 11   | 12   | 13   | 14   | 15   | 16   |
| 25   | 17   | 18   | 19   | 20   | 21   | 22   | 23   |
| 26   | 24   | 25   | 26   | 27   | 28   | 29   | 30   |

| Juli | Juli | Juli | Juli | Juli | Juli | Juli | Juli |
| Kw   | Mo   | Di   | Mi   | Do   | Fr   | Sa   | So   |
| ---- | ---- | ---- | ---- | ---- | ---- | ---- | ---- |
| 27   | 1    | 2    | 3    | 4    | 5    | 6    | 7    |
| 28   | 8    | 9    | 10   | 11   | 12   | 13   | 14   |
| 29   | 15   | 16   | 17   | 18   | 19   | 20   | 21   |
| 30   | 22   | 23   | 24   | 25   | 26   | 27   | 28   |
| 31   | 29   | 30   | 31   |      |      |      |      |

| August | August | August | August | August | August | August | August |
| Kw     | Mo     | Di     | Mi     | Do     | Fr     | Sa     | So     |
| ------ | ------ | ------ | ------ | ------ | ------ | ------ | ------ |
| 31     |        |        |        | 1      | 2      | 3      | 4      |
| 32     | 5      | 6      | 7      | 8      | 9      | 10     | 11     |
| 33     | 12     | 13     | 14     | 15     | 16     | 17     | 18     |
| 34     | 19     | 20     | 21     | 22     | 23     | 24     | 25     |
| 35     | 26     | 27     | 28     | 29     | 30     | 31     |        |

| September | September | September | September | September | September | September | September |
| Kw        | Mo        | Di        | Mi        | Do        | Fr        | Sa        | So        |
| --------- | --------- | --------- | --------- | --------- | --------- | --------- | --------- |
| 35        |           |           |           |           |           |           | 1         |
| 36        | 2         | 3         | 4         | 5         | 6         | 7         | 8         |
| 37        | 9         | 10        | 11        | 12        | 13        | 14        | 15        |
| 38        | 16        | 17        | 18        | 19        | 20        | 21        | 22        |
| 39        | 23        | 24        | 25        | 26        | 27        | 28        | 29        |
| 40        | 30        |           |           |           |           |           |           |

| Oktober | Oktober | Oktober | Oktober | Oktober | Oktober | Oktober | Oktober |
| Kw      | Mo      | Di      | Mi      | Do      | Fr      | Sa      | So      |
| ------- | ------- | ------- | ------- | ------- | ------- | ------- | ------- |
| 40      |         | 1       | 2       | 3       | 4       | 5       | 6       |
| 41      | 7       | 8       | 9       | 10      | 11      | 12      | 13      |
| 42      | 14      | 15      | 16      | 17      | 18      | 19      | 20      |
| 43      | 21      | 22      | 23      | 24      | 25      | 26      | 27      |
| 44      | 28      | 29      | 30      | 31      |         |         |         |

| November | November | November | November | November | November | November | November |
| Kw       | Mo       | Di       | Mi       | Do       | Fr       | Sa       | So       |
| -------- | -------- | -------- | -------- | -------- | -------- | -------- | -------- |
| 44       |          |          |          |          | 1        | 2        | 3        |
| 45       | 4        | 5        | 6        | 7        | 8        | 9        | 10       |
| 46       | 11       | 12       | 13       | 14       | 15       | 16       | 17       |
| 47       | 18       | 19       | 20       | 21       | 22       | 23       | 24       |
| 48       | 25       | 26       | 27       | 28       | 29       | 30       |          |

| Dezember | Dezember | Dezember | Dezember | Dezember | Dezember | Dezember | Dezember |
| Kw       | Mo       | Di       | Mi       | Do       | Fr       | Sa       | So       |
| -------- | -------- | -------- | -------- | -------- | -------- | -------- | -------- |
| 48       |          |          |          |          |          |          | 1        |
| 49       | 2        | 3        | 4        | 5        | 6        | 7        | 8        |
| 50       | 9        | 10       | 11       | 12       | 13       | 14       | 15       |
| 51       | 16       | 17       | 18       | 19       | 20       | 21       | 22       |
| 52       | 23       | 24       | 25       | 26       | 27       | 28       | 29       |
| 1        | 30       | 31       |          |          |          |          |          |

| Januar | Januar | Januar | Januar | Januar | Januar | Januar | Januar |
| Kw     | Mo     | Di     | Mi     | Do     | Fr     | Sa     | So     |
| ------ | ------ | ------ | ------ | ------ | ------ | ------ | ------ |
| 1      |        | 1      | 2      | 3      | 4      | 5      | 6      |
| 2      | 7      | 8      | 9      | 10     | 11     | 12     | 13     |
| 3      | 14     | 15     | 16     | 17     | 18     | 19     | 20     |
| 4      | 21     | 22     | 23     | 24     | 25     | 26     | 27     |
| 5      | 28     | 29     | 30     | 31     |        |        |        |

| Februar | Februar | Februar | Februar | Februar | Februar | Februar | Februar |
| Kw      | Mo      | Di      | Mi      | Do      | Fr      | Sa      | So      |
| ------- | ------- | ------- | ------- | ------- | ------- | ------- | ------- |
| 5       |         |         |         |         | 1       | 2       | 3       |
| 6       | 4       | 5       | 6       | 7       | 8       | 9       | 10      |
| 7       | 11      | 12      | 13      | 14      | 15      | 16      | 17      |
| 8       | 18      | 19      | 20      | 21      | 22      | 23      | 24      |
| 9       | 25      | 26      | 27      | 28      |         |         |         |

| März | März | März | März | März | März | März | März |
| Kw   | Mo   | Di   | Mi   | Do   | Fr   | Sa   | So   |
| ---- | ---- | ---- | ---- | ---- | ---- | ---- | ---- |
| 9    |      |      |      |      | 1    | 2    | 3    |
| 10   | 4    | 5    | 6    | 7    | 8    | 9    | 10   |
| 11   | 11   | 12   | 13   | 14   | 15   | 16   | 17   |
| 12   | 18   | 19   | 20   | 21   | 22   | 23   | 24   |
| 13   | 25   | 26   | 27   | 28   | 29   | 30   | 31   |

| April | April | April | April | April | April | April | April |
| Kw    | Mo    | Di    | Mi    | Do    | Fr    | Sa    | So    |
| ----- | ----- | ----- | ----- | ----- | ----- | ----- | ----- |
| 14    | 1     | 2     | 3     | 4     | 5     | 6     | 7     |
| 15    | 8     | 9     | 10    | 11    | 12    | 13    | 14    |
| 16    | 15    | 16    | 17    | 18    | 19    | 20    | 21    |
| 17    | 22    | 23    | 24    | 25    | 26    | 27    | 28    |
| 18    | 29    | 30    |       |       |       |       |       |

| Mai | Mai | Mai | Mai | Mai | Mai | Mai | Mai |
| Kw  | Mo  | Di  | Mi  | Do  | Fr  | Sa  | So  |
| 18  |     |     | 1   | 2   | 3   | 4   | 5   |
| 19  | 6   | 7   | 8   | 9   | 10  | 11  | 12  |
| 20  | 13  | 14  | 15  | 16  | 17  | 18  | 19  |
| 21  | 20  | 21  | 22  | 23  | 24  | 25  | 26  |
| 22  | 27  | 28  | 29  | 30  | 31  |     |     |
| --- | --- | --- | --- | --- | --- | --- | --- |

| Juni | Juni | Juni | Juni | Juni | Juni | Juni | Juni |
| Kw   | Mo   | Di   | Mi   | Do   | Fr   | Sa   | So   |
| ---- | ---- | ---- | ---- | ---- | ---- | ---- | ---- |
| 22   |      |      |      |      |      | 1    | 2    |
| 23   | 3    | 4    | 5    | 6    | 7    | 8    | 9    |
| 24   | 10   | 11   | 12   | 13   | 14   | 15   | 16   |
| 25   | 17   | 18   | 19   | 20   | 21   | 22   | 23   |
| 26   | 24   | 25   | 26   | 27   | 28   | 29   | 30   |

| Juli | Juli | Juli | Juli | Juli | Juli | Juli | Juli |
| Kw   | Mo   | Di   | Mi   | Do   | Fr   | Sa   | So   |
| ---- | ---- | ---- | ---- | ---- | ---- | ---- | ---- |
| 27   | 1    | 2    | 3    | 4    | 5    | 6    | 7    |
| 28   | 8    | 9    | 10   | 11   | 12   | 13   | 14   |
| 29   | 15   | 16   | 17   | 18   | 19   | 20   | 21   |
| 30   | 22   | 23   | 24   | 25   | 26   | 27   | 28   |
| 31   | 29   | 30   | 31   |      |      |      |      |

| August | August | August | August | August | August | August | August |
| Kw     | Mo     | Di     | Mi     | Do     | Fr     | Sa     | So     |
| ------ | ------ | ------ | ------ | ------ | ------ | ------ | ------ |
| 31     |        |        |        | 1      | 2      | 3      | 4      |
| 32     | 5      | 6      | 7      | 8      | 9      | 10     | 11     |
| 33     | 12     | 13     | 14     | 15     | 16     | 17     | 18     |
| 34     | 19     | 20     | 21     | 22     | 23     | 24     | 25     |
| 35     | 26     | 27     | 28     | 29     | 30     | 31     |        |

| September | September | September | September | September | September | September | September |
| Kw        | Mo        | Di        | Mi        | Do        | Fr        | Sa        | So        |
| --------- | --------- | --------- | --------- | --------- | --------- | --------- | --------- |
| 35        |           |           |           |           |           |           | 1         |
| 36        | 2         | 3         | 4         | 5         | 6         | 7         | 8         |
| 37        | 9         | 10        | 11        | 12        | 13        | 14        | 15        |
| 38        | 16        | 17        | 18        | 19        | 20        | 21        | 22        |
| 39        | 23        | 24        | 25        | 26        | 27        | 28        | 29        |
| 40        | 30        |           |           |           |           |           |           |

| Oktober | Oktober | Oktober | Oktober | Oktober | Oktober | Oktober | Oktober |
| Kw      | Mo      | Di      | Mi      | Do      | Fr      | Sa      | So      |
| ------- | ------- | ------- | ------- | ------- | ------- | ------- | ------- |
| 40      |         | 1       | 2       | 3       | 4       | 5       | 6       |
| 41      | 7       | 8       | 9       | 10      | 11      | 12      | 13      |
| 42      | 14      | 15      | 16      | 17      | 18      | 19      | 20      |
| 43      | 21      | 22      | 23      | 24      | 25      | 26      | 27      |
| 44      | 28      | 29      | 30      | 31      |         |         |         |

| November | November | November | November | November | November | November | November |
| Kw       | Mo       | Di       | Mi       | Do       | Fr       | Sa       | So       |
| -------- | -------- | -------- | -------- | -------- | -------- | -------- | -------- |
| 44       |          |          |          |          | 1        | 2        | 3        |
| 45       | 4        | 5        | 6        | 7        | 8        | 9        | 10       |
| 46       | 11       | 12       | 13       | 14       | 15       | 16       | 17       |
| 47       | 18       | 19       | 20       | 21       | 22       | 23       | 24       |
| 48       | 25       | 26       | 27       | 28       | 29       | 30       |          |

| Dezember | Dezember | Dezember | Dezember | Dezember | Dezember | Dezember | Dezember |
| Kw       | Mo       | Di       | Mi       | Do       | Fr       | Sa       | So       |
| -------- | -------- | -------- | -------- | -------- | -------- | -------- | -------- |
| 48       |          |          |          |          |          |          | 1        |
| 49       | 2        | 3        | 4        | 5        | 6        | 7        | 8        |
| 50       | 9        | 10       | 11       | 12       | 13       | 14       | 15       |
| 51       | 16       | 17       | 18       | 19       | 20       | 21       | 22       |
| 52       | 23       | 24       | 25       | 26       | 27       | 28       | 29       |
| 1        | 30       | 31       |          |          |          |          |          |

## Ereignisse

### Politik und Weltgeschehen

#### Britisches Weltreich

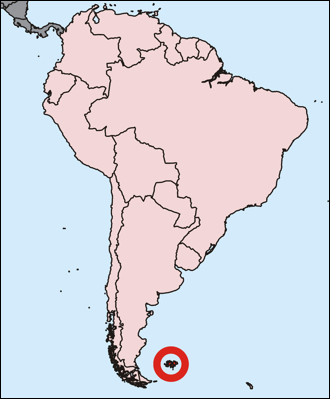
Falklandinseln

- 2. Januar: Ein britisches Kriegsschiff kommt in Puerto Louis auf den Falklandinseln an. Der Kapitän fordert die argentinische Inselbesatzung zum Abzug auf, was drei Tage später geschieht.
- 3. Januar: Großbritannien erhält durch Einrichten eines Flottenstützpunkts die Kontrolle über die Falklandinseln.
- 22. Februar: Der Fürstenstaat Bahawalpur im Punjab schließt einen Handels- und Schutzvertrag mit der Britischen Ostindien-Kompanie.
- 28. August: Das britische Empire schafft die Sklaverei ab.
- 29. August: Der vom englischen Parlament erlassene Factory Act schränkt erstmals die Arbeitszeit von Kindern und Jugendlichen in der Textilindustrie ein. Kinderarbeit unter 9 Jahren wird verboten.

#### Deutscher Bund
- 3. April: 50 Aufständische unter Gustav Bunsen, Gustav Körner und Theodor Engelmann versuchen in Frankfurt am Main die Hauptwache und die Konstablerwache zu erstürmen, um dort inhaftierte Journalisten zu befreien. Mit der Niederschlagung des Frankfurter Wachensturmes und dem gleichzeitigen Scheitern der Franckh-Koseritz’schen Verschwörung in Ludwigsburg endet vorerst der Versuch einer gesamtdeutschen revolutionären Erhebung. Als Folge wird im Juni auf Betreiben des österreichischen Kanzlers Klemens Wenzel Lothar von Metternich im Deutschen Bund die Bundes-Central-Behörde eingerichtet.
- 31. Oktober: Der 23-jährige Mecklenburger Fritz Reuter wird auf der Durchreise in Berlin in Haft genommen, weil er Mitglied der radikalen Jenaer Burschenschaft Germania ist. Seine anschließenden Erlebnisse verarbeitet der spätere niederdeutsche Schriftsteller im Roman Ut mine Festungstid.

#### Eidgenossenschaft
- 31. Juli: In der Schweiz denkt Altschwyz daran, die 1831 als „Schwyz äusseres Land“ abgefallene Kantonsteile mit Waffengewalt zu unterwerfen. Die Tagsatzung lässt das Kantonsgebiet deshalb militärisch besetzen.
- 12. August: In der Schweiz löst eine Mehrheit der Kantone den Sarnerbund auf, da er nicht mit dem Bundesvertrag vereinbar sei.
- 26. August: Die Tagsatzung verfügt die Trennung des Kantons Basel in die Halbkantone Basel-Landschaft und Basel-Stadtteil (heute Basel-Stadt).
- 13. Oktober: Der Kanton Schwyz und der von ihm 1832 abgefallene Kanton Schwyz äußeres Land vereinigen sich auf der Basis einer neuen Verfassung wieder.

#### Weitere Ereignisse in Europa und Mittelmeerraum
- Mai: Mit dem Vertrag von Kütahya zwischen dem ägyptischen Vizekönig Muhammad Ali Pascha und dem osmanischen Sultan Mahmud II. endet der Ägyptisch-Osmanische Krieg.
- 8. Juli: Im Vertrag von Hünkâr İskelesi versichern Russland und das Osmanische Reich einander Beistand für den Fall eines Angriffs irgendeiner anderen Macht auf den Vertragspartner.
- 29. September: Thronwechsel in Spanien. Auf Ferdinand VII. folgt seine minderjährige Tochter Isabella II. unter Regentschaft seiner Witwe Maria Christina von Sizilien. Der Thronwechsel löst einen langen Konflikt mit dem Carlismus aus.
- September: Auf der Konferenz von Münchengrätz vereinbaren Österreich, Russland und Preußen eine gemeinsame Politik gegenüber dem Osmanischen Reich, Polen und gegen den Liberalismus.

#### Amerika
- 4. März: Der siebte US-Präsident Andrew Jackson tritt nach der gewonnenen Präsidentschaftswahl 1832 offiziell seine zweite Amtszeit an.
- 16. Mai: Der gewählte General Antonio López de Santa Anna regiert erstmals als mexikanischer Staatspräsident, doch nach wenigen Wochen überlässt er die Staatsgeschäfte wieder seinem Vizepräsidenten.
- 12. August: An der Stelle eines alten Handelspostens am Michigansee wird die Siedlung Chicago gegründet.
- 26. September: Der zweite Vertrag von Chicago wird geschlossen.

#### Australien
- Die Strafkolonie Macquarie Harbour auf Tasmanien wird nach elf Jahren geschlossen, die verbliebenen Häftlinge nach Port Arthur verlegt.

### Wirtschaft
- 22. März: Die Königreiche Bayern und Württemberg schließen mit Preußen und dem Großherzogtum Hessen den Zollvereinigungsvertrag ab. Der bestehende Süddeutsche Zollverein geht damit vereinbarungsgemäß am 1. Januar 1834 im Deutschen Zollverein auf.
- 4. Mai: In Leipzig erscheint die Erstausgabe des Pfennig-Magazins, der ersten deutschen Illustrierten.
- 18. November: Die Ludwigs-Eisenbahn-Gesellschaft in Nürnberg wird gegründet. Beim Königshaus ersucht die Ludwigseisenbahn-Gesellschaft (LEG) um ein Privileg für den Betrieb ihrer Eisenbahnlinie. Man beschränkt sich dabei nicht auf die Strecke Nürnberg-Fürth, sondern bezieht „eventuell“ das ganze Königreich ein, außerdem wird eine „immerwährende Benützung derselben mit Ausschluss Dritter“ beantragt.

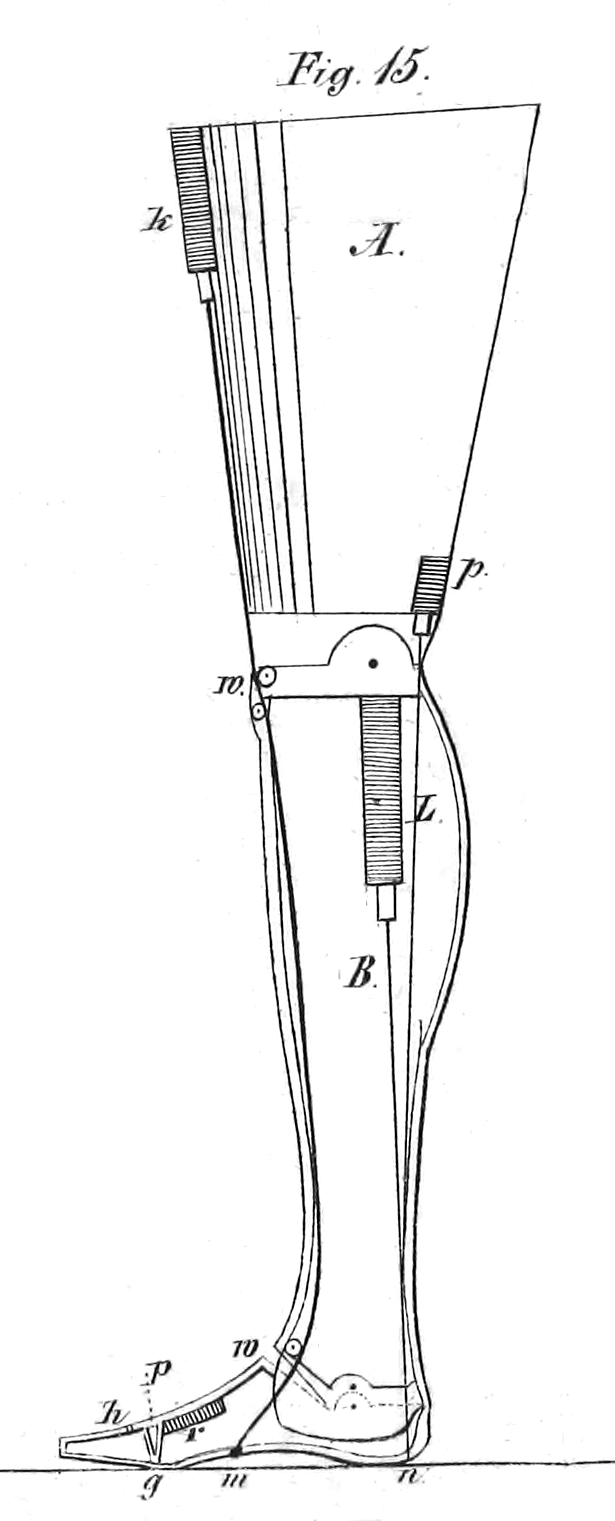
Zeichnung der Beinprothese von Eichler

- 23. November: Caroline Eichler erhält für ihre Beinprothese mit Kniegelenk als erste Frau in Preußen ein Patent.
- In Großbritannien wird zur Herstellung von Schiffszwieback das Fließband eingeführt.

### Wissenschaft und Technik

#### Die Fahrt der HMS Beagle
- Am Beginn des Jahres führt die Beagle von ihrem Winterquartier in Feuerland aus weitere Vermessungsfahrten die südamerikanische Küste entlang. Einmonatiger Aufenthalt auf den Falklandinseln.
- April bis November: Charles Darwin macht Exkursionen ins Landesinnere von Uruguay und Argentinien.
- Anfang Dezember: Die HMS Beagle verlässt Montevideo in Richtung Magellanstraße und Pazifischer Ozean.

#### Lehre und Forschung
- 29. April: Bei der Eröffnungsfeier der neu gegründeten Universität Zürich nimmt Lorenz Oken als ihr erster Rektor die Stiftungsurkunde entgegen.

#### Naturwissenschaften und Medizin
- Der französische Chemiker Anselme Payen beschreibt erstmals ein Enzym, das Diastase: Geburtsstunde der Biochemie.
- Der Arzt Johannes Müller entdeckt den „Phantomschmerz“.

#### Technische Errungenschaften
- Telegrafie: Die deutschen Physiker Carl Friedrich Gauß und Wilhelm Weber erfinden den Gauß-Weber-Telegrafen, den ersten elektrischen Telegraphen. Die damit in Göttingen betriebene Nachrichtenübertragungsstrecke ist die erste elektromagnetische Telegrafenlinie der Welt.

### Kultur

#### Bildende Kunst
- Der französische Historienmaler Paul Delaroche malt in Öl auf Leinwand Die Hinrichtung der Lady Jane Grey.

#### Musik und Theater
- 10. Januar: Die weltliche Kantate Die erste Walpurgisnacht von Felix Mendelssohn Bartholdy hat ihre Uraufführung an der Sing-Akademie zu Berlin. Grundlage für das Werk ist eine Ballade von Johann Wolfgang von Goethe.
- 27. Februar: Die Uraufführung der Oper Gustav III. oder Der Maskenball von Daniel-François-Esprit Auber findet an der Grand Opéra Paris statt.
- 27. Februar: Die Uraufführung der romantischen Oper Melusina von Conradin Kreutzer mit dem Libretto von Franz Grillparzer erfolgt am Königsstädtischen Theater in Berlin.
- 4. März: Die komische Oper Les Souvenirs de Lafleur von Fromental Halévy wird an der Opéra-Comique in Paris uraufgeführt.
- 16. März: Beatrice di Tenda, die vorletzte Oper des romantischen Belcanto-Komponisten Vincenzo Bellini auf das Libretto von Felice Romani wird am Teatro La Fenice in Venedig mit der gefeierten Sopranistin Giuditta Pasta in der Titelrolle uraufgeführt.
- 17. März: Die Oper Parisina von Gaetano Donizetti wird am Teatro della Pergola in Florenz uraufgeführt. Das Libretto wurde von Felice Romani 1816 nach einer Romanze von Lord Byron geschrieben.
- 11. April: Der böse Geist Lumpacivagabundus, eine Zauberposse von Johann Nestroy, wird am Theater an der Wien bei Wien uraufgeführt.
- 13. Mai: Die 4. Sinfonie in A-Dur op. 90, „Italienische“, von Felix Mendelssohn Bartholdy wird in der London Philharmonic Society unter der Leitung des Komponisten uraufgeführt. Sie gehört heute zu den meistaufgeführten Orchesterwerken Mendelssohns.
- 16. Mai: Die komische Oper Ludovic von Fromental Halévy hat ihre Uraufführung an der Opéra-Comique in Paris.
- 24. Mai: Hans Heiling, eine romantische Oper mit gesprochenen Dialogen in drei Akten von Heinrich Marschner hat ihre Uraufführung an der Berliner Königlichen Hofoper. Das Libretto stammt von Eduard Devrient, der auch die Titelrolle singt.
- 22. Juli: Die Oper Ali Baba ou Les Quarante Voleurs (Ali Baba oder Die vierzig Räuber) von Luigi Cherubini wird an der Grand Opéra Paris uraufgeführt.
- 8. November: In Sankt Petersburg wird das nach dem Bruder des Zaren Großfürst Michael Pawlowitsch Romanow benannte Michailowski-Theater eröffnet.
- 26. Dezember: Die Uraufführung der Oper Lucrezia Borgia von Gaetano Donizetti findet am Teatro alla Scala in Mailand statt. Das Libretto stammt von Felice Romani, der dafür das im gleichen Jahr entstandenen Drama Lucrèce Borgia von Victor Hugo ohne dessen Zustimmung zur Vorlage genommen hat.

### Religion
- 4. Oktober: Mit der Enzyklika Quo graviora richtet sich Papst Gregor XVI. an die Bischöfe der Kirchenprovinz Rheinland und bemängelt den eigensinnigen Zustand in dieser Region.

### Katastrophen
- 8. November: Der Eisenbahnunfall von Hightstown der Camden and Amboy Railroad in England ist der erste Eisenbahnunfall, bei dem Passagiere eines planmäßig verkehrenden Zuges ums Leben kommen.
- In Lissabon sterben 13.522 Menschen an der Cholera.

## Geboren

### Januar/Februar
- 06. Januar: Karl Heinrich von Boetticher, deutscher Beamter und Politiker († 1907)
- 07. Januar: Henry Enfield Roscoe, britischer Chemiker († 1915)
- 07. Januar: Josep Manyanet i Vives, Heiliger, spanischer Priester und Ordensgründer († 1901)
- 09. Januar: Jules Auguste Demersseman, französischer Flötist und Komponist († 1866)
- 10. Januar: Luise Walther, deutsche Malerin († 1917)
- 10. Januar: August Robert Wolff, polnischer Verleger und Buchhändler († 1910)
- 11. Januar: Michail Clodt von Jürgensburg, russischer Maler († 1902)
- 14. Januar: Karl Ruß, deutscher Volksschriftsteller († 1899)
- 15. Januar: Louis Paulsen, deutscher Schachspieler († 1891)
- 17. Januar: Adolph Bermpohl, deutscher Navigationslehrer, DGzRS-Gründer († 1887)
- 17. Januar: Theodor Bradsky, tschechischer Komponist († 1881)
- 19. Januar: Alfred Clebsch, deutscher Mathematiker († 1872)
- 20. Januar: Ernst von Prittwitz und Gaffron, preußischer Generalleutnant († 1904)
- 21. Januar: Gottlob Theuerkauf, deutscher Maler und Lithograf († 1911)
- 22. Januar: Edmond Carré, französischer Fabrikant von Lichtbogenkohlen († 1894)
- 24. Januar: Bernhard Erdmannsdörffer, deutscher Historiker († 1901)
- 25. Januar: Ernst Heinrich Lindemann, deutscher Politiker († 1900)
- 26. Januar: Josef Barák, tschechischer Politiker, Journalist und Dichter († 1883)
- 26. Januar: Cornelius Newton Bliss, US-amerikanischer Politiker († 1911)
- 26. Januar: Elisabet Ney, deutsch-amerikanische Bildhauerin († 1907)
- 28. Januar: Charles George Gordon, britischer General († 1885)
- 29. Januar: Carl Frederic Aagaard, dänischer Maler († 1895)
- 02. Februar: Arnold Bürkli, Schweizer Bauingenieur († 1894)
- 03. Februar: Abu Bakar von Johor, Sultan von Johor († 1895)
- 06. Februar: James Ewell Brown Stuart, US-amerikanischer General († 1864)
- 11. Februar: Melville W. Fuller, US-amerikanischer Jurist, Oberster Richter der USA 1888 bis 1910 († 1910)
- 13. Februar: Reinhold Meyer, deutscher Arzt und Geheimer Sanitätsrat († 1910)
- 17. Februar: Johann Hinrich Angelbeck, deutscher Politiker († 1911)
- 19. Februar: Élie Ducommun, Schweizer Politiker und Friedensnobelpreisträger († 1906)
- 19. Februar: Therese von Wüllenweber, Gründerin des Ordens der Salvatorianerinnen († 1907)
- 20. Februar: Zacharie Astruc, französischer Kunstkritiker, Journalist, Dichter, Komponist, Maler und Bildhauer († 1907)
- 22. Februar: Carl Ludwig Jessen, friesischer Maler des Naturalismus († 1917)
- 22. Februar: Josef Foerster, böhmischer Komponist († 1907)
- 24. Februar: Eduard Taaffe, österreichischer Staatsmann und Sozialreformer († 1895)
- 26. Februar: Benjamin F. Prescott, US-amerikanischer Politiker († 1894)
- 28. Februar: Alfred von Schlieffen, Generalfeldmarschall im Deutschen Reich († 1913)
- 28. Februar: Carl Hilty, Schweizer Philosoph und Staatsrechtler († 1909)

### März/April
- 04. März: Antoine Alphonse Chassepot, französischer Erfinder und Waffenschmied († 1905)
- 07. März: Theodor Christlieb, evangelischer Theologe († 1889)
- 09. März: Thomas W. Osborn, US-amerikanischer Politiker († 1898)
- 10. März: Pedro Antonio de Alarcón, spanischer Schriftsteller des Realismus († 1891)
- 14. März: John S. Marmaduke, US-amerikanischer Politiker († 1887)
- 18. März: William Wallace Armstrong, US-amerikanischer Drucker, Redakteur und Politiker († 1905)
- 18. März: Caroline Adelheid Pauline Arndt, deutsche Schriftstellerin († 1915)
- 23. März: Carl Friedrich Otto Westphal, deutscher Psychiater und Neurologe († 1890)
- 25. März: August Wilmanns, deutscher Altphilologe und Bibliothekar († 1917)
- 31. März: John McEnery, US-amerikanischer Politiker († 1891)
- 02. April: August Alexander Järnefelt, finnischer General, Topograph und Gouverneur († 1896)
- 03. April: Samuel Hitt Elbert, US-amerikanischer Politiker († 1899)
- 06. April: Luis Cordero Crespo, Präsident von Ecuador († 1912)
- 06. April: Alexander Nikolajewitsch Pypin, russischer Literaturhistoriker und Ethnograf († 1904)
- 11. April: Fredrik Wilhelm von Otter, schwedischer Admiral in der Marine und Ministerpräsident († 1910)
- 14. April: Hans Ross, norwegischer Linguist († 1914)
- 17. April: Jean-Baptiste Accolay, belgischer Komponist, Violinist, Violin-Lehrer und Dirigent († 1900)
- 19. April: Wayne MacVeagh, US-amerikanischer Politiker († 1917)
- 23. April: Johann Georg Anton Geuther, deutscher Chemiker († 1889)

### Mai/Juni
- 02. Mai: Rudolf Berlin, deutscher Augenarzt († 1897)
- 03. Mai: Samuel Mayes Arnell, US-amerikanischer Politiker († 1903)
- 05. Mai: Lazarus Fuchs, deutscher Mathematiker († 1902)
- 07. Mai: James Boynton, amerikanischer Politiker († 1902)
- 05. Mai: Ferdinand von Richthofen, deutscher Geograf und Forschungsreisender († 1905)

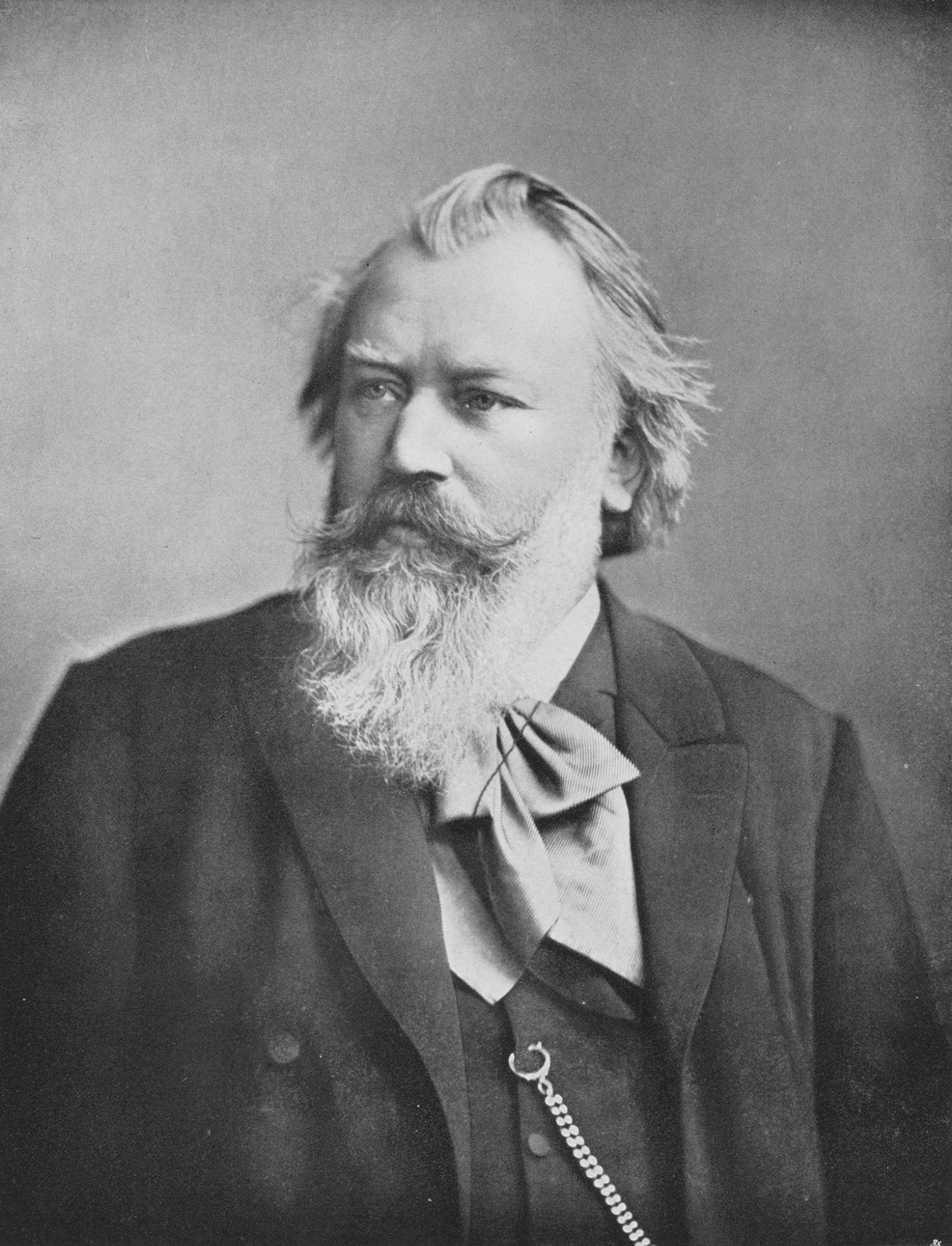
Johannes Brahms

- 07. Mai: Johannes Brahms, deutscher Pianist und Komponist der Romantik († 1897)
- 09. Mai: John Rhoderic McPherson, US-amerikanischer Politiker († 1897)
- 10. Mai: Jakob Lindau, deutscher Politiker und MdR († 1898)
- 23. Mai: Johann Heinrich Bühler-Honegger, Schweizer Industrieller und Politiker († 1929)
- 01. Juni: Ernst Franz August Münzenberger, Kunstsammler und Stadtpfarrer zu Frankfurt am Main († 1890)
- 10. Juni: Pauline Cushman, US-amerikanische Schauspielerin und Spionin der Nordstaaten im Amerikanischen Bürgerkrieg († 1893)
- 15. Juni: Theodor Meynert, Psychiater und Hirnanatom († 1892)
- 15. Juni: Edward Moody McCook, US-amerikanischer Politiker († 1909)
- 20. Juni: Léon Bonnat, französischer Maler († 1922)
- 21. Juni: Nicholas Ford, US-amerikanischer Politiker († 1897)
- 24. Juni: Johan Gustaf Nils Samuel Åkerhielm af Margaretelund, schwedischer Politiker († 1900)
- 29. Juni: Peter Waage, norwegischer Chemiker († 1900)
- 30. Juni: Manuel Amador Guerrero, erster panamaischer Staatspräsident († 1909)
- 30. Juni: Richard Brenner, deutscher Afrikaforscher († 1874)

### Juli/August
- 01. Juli: Max Theodor von Karajan, österreichischer Altphilologe († 1914)
- 04. Juli: Eugène Vast, französischer Organist und Komponist († 1911)
- 06. Juli: Auguste Jaccard Schweizer Geologe und Paläontologe († 1895)
- 07. Juli: Félicien Rops, belgischer Maler und Zeichner († 1898)
- 09. Juli: Florence Marryat, englische Schriftstellerin († 1899)
- 11. Juli: Alfred Vaucher, Schweizer Mediziner und Politiker († 1901)
- 12. Juli: Johann Baptist von Schweitzer, Präsident des ADAV und Mitglied des Reichstages († 1875)
- 14. Juli: Joseph Brambach, deutscher Komponist († 1902)
- 20. Juli: Karl Freiherr von Hasenauer, österreichischer Architekt († 1894)
- 22. Juli: Friedrich Hultsch, deutscher Altphilologe und Mathematikhistoriker († 1906)
- 30. Juli: Karl Ludwig, österreichischer Adliger, Bruder des Kaisers Franz Joseph I. († 1896)
- 30. Juli: Hans von Prittwitz, russischer Generalmajor à la suite († 1880)
- 31. Juli: Henriette Mendel, nichtadlige Gattin von Ludwig in Bayern († 1891)
- 03. August: Auguste Schmidt, Schriftstellerin und Mitbegründerin der deutschen Frauenbewegung († 1902)
- 05. August: Carola von Wasa-Holstein-Gottorp, sächsische Königin († 1907)
- 06. August: Alexander Achilles, deutscher Jurist und Reichsgerichtsrat († 1900)
- 06. August: George Augustus Graham, schottischer Offizier und Kynologe († 1909)
- 07. August: Frederick Augustus Tritle, US-amerikanischer Politiker († 1906)
- 08. August: Karl Klaus von der Decken, deutscher Entdecker und Afrikareisender († 1865)
- 12. August: Gustav Hermann Schulze, sächsischer Jurist, Justizrat, Historiker und Heimatforscher der Oberlausitz († 1901)
- 16. August: Edwin Nil, Schweizer evangelischer Geistlicher († 1893)
- 17. August: Joaquín Eguía Lis, mexikanischer Jurist, Hochschullehrer und erster Rektor der Universidad Nacional de México († 1917)
- 19. August: Emil Oelbermann, deutscher Industrieller († 1897)

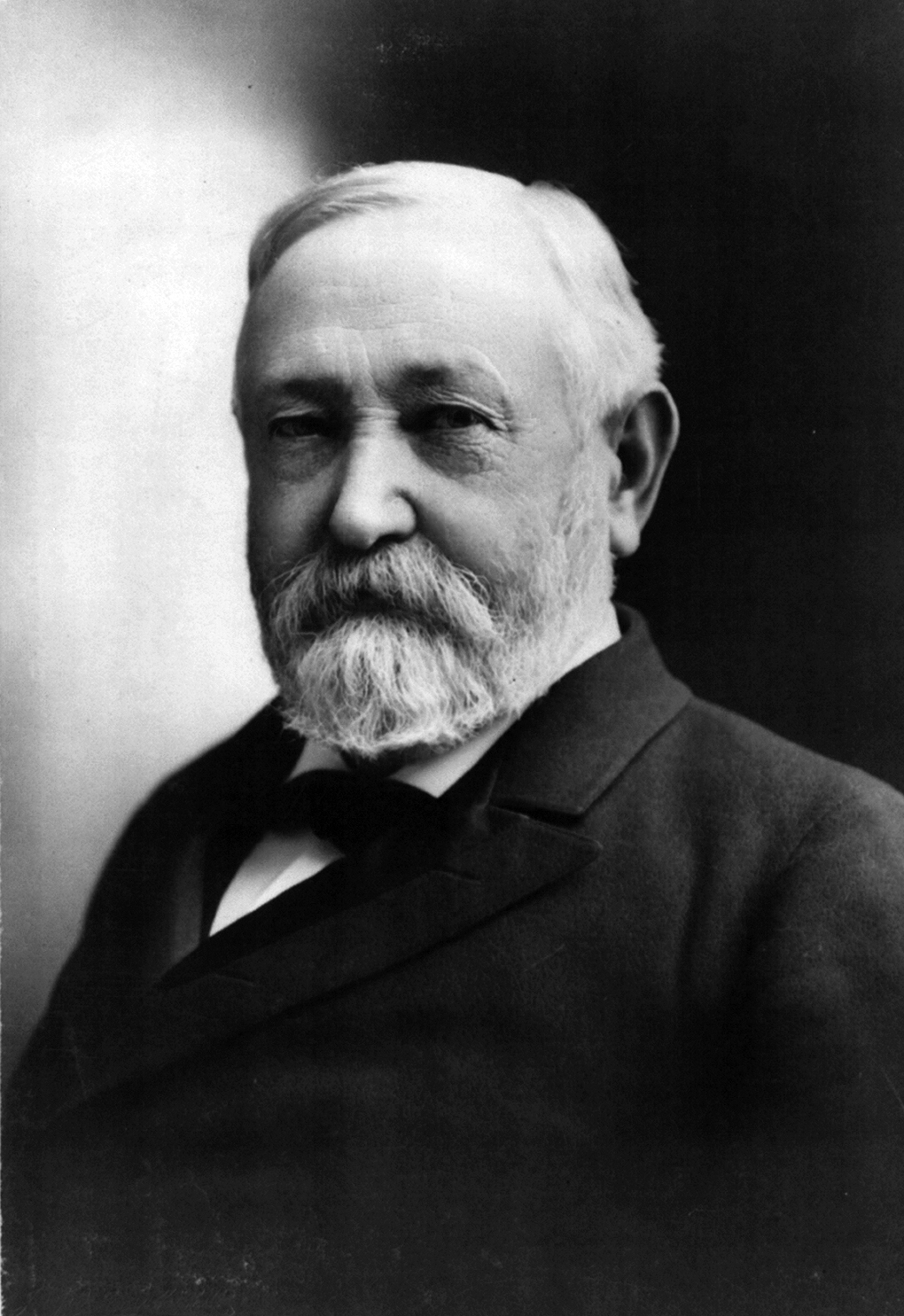
Benjamin Harrison

- 20. August: Benjamin Harrison, US-amerikanischer Politiker, 23. Präsident der USA († 1901)
- 23. August: James De Mille, kanadischer Professor für klassische Literatur und Schriftsteller († 1880)
- 25. August: Albert Glatzel, deutscher Jurist († 1896)
- 25. August: Izrael Poznański, polnischer Philanthrop und Fabrikant († 1900)
- 26. August: Johannes Maria Assmann, deutscher Priester († 1903)
- 28. August: Edward Burne-Jones, britischer Maler († 1898)

### September
- 01. September: Michał Hórnik, sorbischer Geistlicher und Autor († 1894)
- 05. September: Oluf Rygh, norwegischer Archäologe und Ortsnamenforscher († 1899)
- 10. September: Émile Duployé, französischer Geistlicher, Erfinder eines französischen Stenografiesystems († 1912)
- 10. September: Hans Heinrich XI. von Hochberg, Fürst von Pless, deutscher Standesherr, Montanindustrieller und preußischer General († 1907)
- 11. September: Carl von Noorden, deutscher Historiker († 1883)
- 17. September: Heinrich von Buz, deutscher Techniker und Industrieller († 1918)
- 20. September: Ernesto Teodoro Moneta, italienischer Journalist und Politiker, Friedensnobelpreisträger († 1918)
- 23. September: Marie Blanc, deutsch-französische Spielbankdirektorin und Philanthropin († 1881)
- 26. September: Charles Bradlaugh, britischer Politiker († 1891)
- 28. September: Alessandro Busi, italienischer Komponist und Musikpädagoge († 1895)
- 29. September: Henri Chapu, französischer Bildhauer († 1891)
- 30. September: Ferdinand von Saar, österreichischer Schriftsteller, Dramatiker und Lyriker († 1906)

### Oktober
- 03. Oktober: Friedrich Dernburg, Publizist und Politiker deutsch-jüdischer Herkunft († 1911)
- 04. Oktober: John Anderson, schottischer Zoologe († 1900)

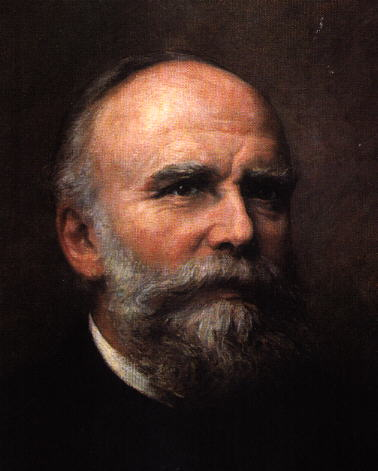
Eugen Langen

- 09. Oktober: Eugen Langen, deutscher Ingenieur und Erfinder († 1895)
- 09. Oktober: Kilian von Steiner, deutscher Bankier († 1903)
- 11. Oktober: Friedrich Hassel, preußischer Generalleutnant († 1890)
- 14. Oktober: Andrew J. Applegate, US-amerikanischer Politiker († 1870)
- 19. Oktober: Paul Bert, französischer Arzt († 1886)
- 19. Oktober: Adam Lindsay Gordon, australischer Dichter († 1870)

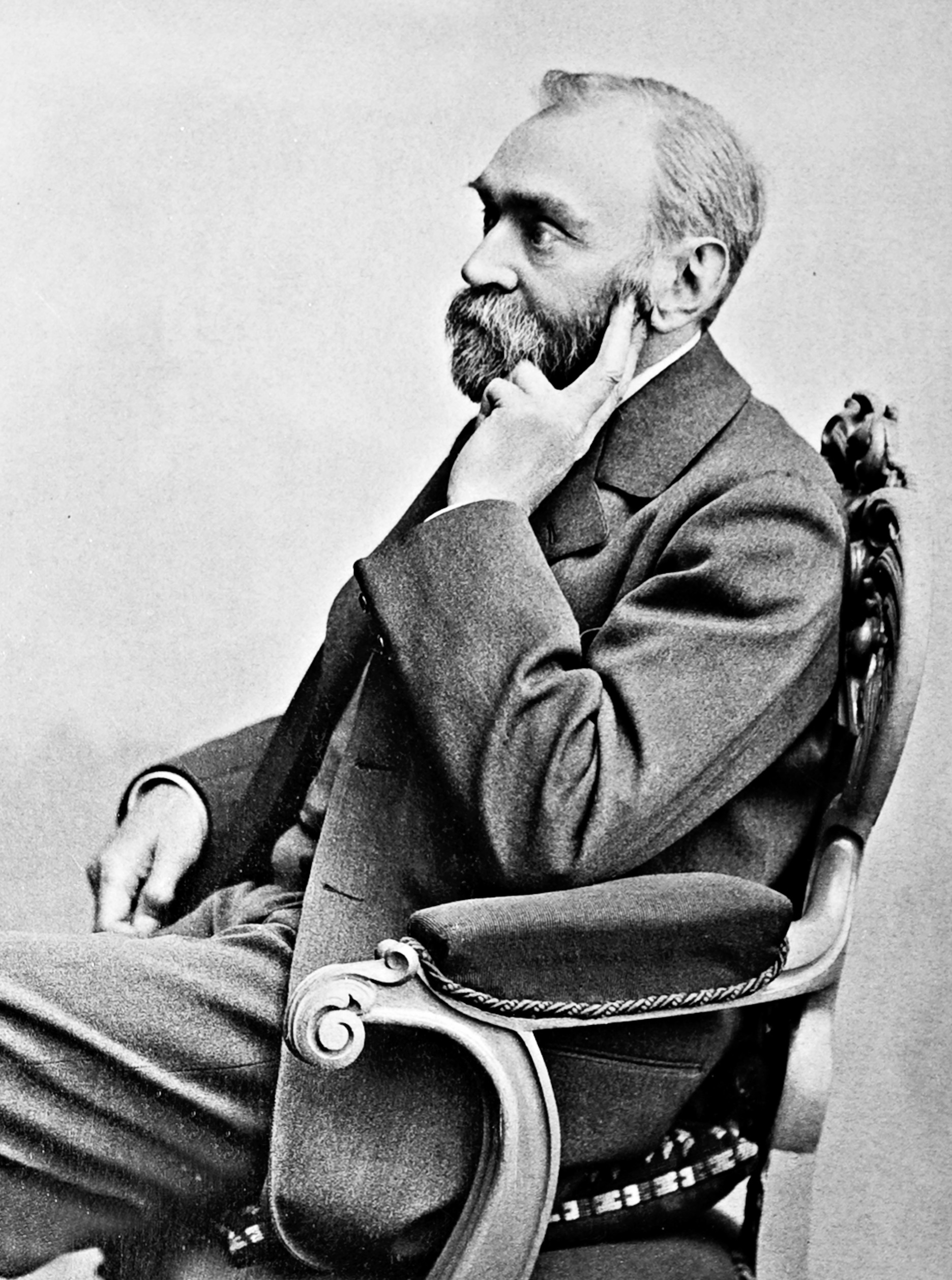
Alfred Nobel

- 21. Oktober: Alfred Nobel, schwedischer Chemiker und Erfinder († 1896)
- 22. Oktober: James Albert Gary, US-amerikanischer Politiker († 1920)
- 27. Oktober: Salomon Haberland, deutscher Unternehmer († 1914)

### November/Dezember
- 06. November: Jonas Lie, norwegischer Erzähler und Dramatiker († 1908)
- 10. November: Johann Matthias Stahl, deutscher Altphilologe († 1916)
- 12. November: Alexander Borodin, russischer Komponist, Chemiker und Mediziner († 1887)
- 12. November: John Martin, US-amerikanischer Politiker († 1913)
- 13. November: Edwin Booth, US-amerikanischer Schauspieler († 1893)
- 15. November: Laurent Chaney, Schweizer Jurist und Politiker († 1883)
- 15. November: Julie Favre, französische Pädagogin († 1896)
- 18. November: Franz Coronini-Cronberg, österreichischer Politiker und der Sohn von Johann Baptist Coronini-Cronberg († 1901)
- 19. November: Wilhelm Dilthey, deutscher Philosoph, Pädagoge, Psychologe, Kulturhistoriker († 1911)
- 21. November: Eugène Manet, Bruder des Malers Édouard Manet und Ehemann der Malerin Berthe Morisot († 1892)
- 27. November: Andreas Henze, deutscher römisch-katholischer Priester, Gymnasialprofessor und Meteorologe († 1925)
- 03. Dezember: August Wilhelm Theodor Adam, deutscher Musikdirektor († 1886)
- 03. Dezember: Carlos Juan Finlay, kubanischer Arzt und Wissenschaftler († 1915)
- 04. Dezember: Georg von Lehndorff, Oberlandstallmeister auf dem Gestüt Graditz († 1914)
- 05. Dezember: Karl von Prittwitz und Gaffron, preußischer Generalmajor († 1890)
- 06. Dezember: James Gordon, US-amerikanischer Politiker († 1912)
- 09. Dezember: Ludwig Fritze, deutscher Indologe und Sanskritist († 1922)
- 13. Dezember: Petre Sebeşanu Aurelian, rumänischer Politiker († 1909)
- 14. Dezember: Doris Schnittger, deutsche Malerin († 1915)
- 14. Dezember: Stephan Steinberger, bayerischer Bergsteiger und Kapuzinerpater († 1905)
- 15. Dezember: Benjamin Eaton, US-amerikanischer Politiker († 1904)
- 17. Dezember: Heinrich von Wild, Schweizer Physiker und Meteorologe († 1902)
- 20. Dezember: Samuel Mudd, US-amerikanischer Arzt, Mitglied einer Verschwörung († 1883)
- 21. Dezember: Walther Bronsart von Schellendorff, preußischer General und Kriegsminister († 1914)
- 22. Dezember: Paulin Gschwind, Schweizer katholischer und späterer christkatholischer Geistlicher († 1914)
- 24. Dezember: Jacob Cramer, niederländischer reformierter Theologe und Kirchenhistoriker († 1895)
- 25. Dezember: Adelheid Marie von Anhalt-Dessau, Herzogin von Nassau und Großherzogin von Luxemburg († 1916)
- 29. Dezember: John James Ingalls, US-amerikanischer Politiker († 1900)

### Genaues Geburtsdatum unbekannt
- Lütfi, armenischer Lyriker und Journalist († 1898)
- Édouard André, französischer Politiker und Kunstsammler († 1894)

## Gestorben

### Erstes Halbjahr

Richard Trevithick

- 08. Januar: Édouard Jean-Baptiste Milhaud, französischer General (* 1766)
- 09. Januar: Adrien-Marie Legendre, französischer Mathematiker (* 1752)
- 12. Januar: Marie-Antoine Carême, französischer Koch (* 1784)
- 17. Januar: Friedrich Koenig, deutscher Buchdrucker und Erfinder (* 1774)
- 19. Januar: Friedrich Adrian von Arnstedt, deutscher Landrat (* 1770)
- 20. Januar: Elisabeth Mara, deutsche Opernsängerin (* 1749)
- 23. Januar: Edward Pellew, britischer Marineoffizier und Admiral (* 1757)
- 27. Januar: Johann Michael Petzinger, hessen-darmstädtischer Soldaten- und Hofmaler sowie Ingenieur (* 1763)
- 29. Januar: Janez Baptist Novak, slowenischer Komponist (* um 1756)
- 00. Januar: Enewold Christian Alsen, deutscher Jurist (* 1777)
- 01. Februar: Jean Henri Pareau, niederländischer Orientalist und reformierter Theologe (* 1761)
- 03. Februar: Luigi Arduino, italienischer Landwirt und Hochschullehrer (* 1759)
- 06. Februar: Pierre André Latreille, französischer Entomologe (* 1762)
- 13. Februar: Stanisław Poniatowski, polnischer General und Großkämmerer von Litauen (* 1754)
- 14. Februar: Matthias Conrad Peterson, norwegischer Journalist (* 1761)
- 00. Februar: Ignác Ruzitska, ungarischer Komponist (* 1777)
- 04. März: Charles Dominique Joseph Bouligny, US-amerikanischer Politiker (* 1773)
- 05. März: Carl Ludwig Giesecke, Mineraloge (* 1761)
- 07. März: Heinrich XLVII. Reuß zu Köstritz, preußischer Regierungspräsident (* 1756)
- 07. März: Rahel Varnhagen, deutsche Schriftstellerin (* 1771)
- 11. März: Franz Passow, deutscher Altphilologe (* 1786)
- 03. April: Hans Jakob von Auerswald, preußischer Landhofmeister (* 1757)
- 04. April: Ferdinand Thierry, deutscher Architekt und Baumeister (* 1777)
- 06. April: Adamantios Korais, griechischer Gelehrter und Schriftsteller (* 1748)
- 07. April: Anton Radziwiłł, preußischer Politiker und Komponist (* 1775)
- 08. April: Georg Christian Benedikt Ackermann, deutscher Theologe, Pädagoge, Pfarrer und Hofprediger (* 1763)
- 13. April: Elisa von der Recke, deutsche Dichterin und Schriftstellerin (* 1754)
- 14. April: Adolph Hinrich Voeg, Bürgermeister der Hansestadt Lübeck (* 1766)
- 16. April: Jakob Josef von Haus, deutscher Jurist und Hochschullehrer (* 1748)
- 22. April: Richard Trevithick, britischer Erfinder und Maschinenbauer (* 1771)
- 23. April: Johann Stephan Gottfried Büsching, Oberbürgermeister von Berlin (* 1761)
- 23. April: Nikolaus Müller, bayerischer Badinspektor am Ludwigsbad in Wipfeld (* 1758)
- 27. April: Emmerich Joseph von Dalberg, badischer Diplomat und französischer Politiker (* 1773)
- 10. Mai: Friedrich Adolf Ahlert, deutscher Architekt und Dombaumeister von Köln (* 1788)
- 10. Mai: François Guillaume Jean Stanislas Andrieux, französischer Gelehrter, Dichter und Jurist (* 1759)
- 12. Mai: Philippe Augustin Hennequin, französischer Maler (* 1762)
- 13. Mai: Johann Georg von Soldner, deutscher Physiker, Mathematiker und Astronom (* 1776)
- 14. Mai: Johann Wilhelm Cornelius von Königslöw, deutscher Organist und Komponist (* 1745)
- 15. Mai: Edmund Kean, englischer Schauspieler (* 1787)
- 19. Mai: Josiah S. Johnston, US-amerikanischer Politiker (* 1784)
- 22. Mai: Joseph Vitus Burg, Bischof von Mainz (* 1768)
- 23. Mai: Richard Skinner, US-amerikanischer Politiker (* 1778)
- 25. Mai: Andreas Streicher, deutscher Klavierfabrikant und Komponist (* 1761)
- 28. Mai: Friedrich Haeffner, schwedischer Komponist (* 1759)
- 29. Mai: Paul Johann Anselm von Feuerbach, deutscher Rechtsgelehrter, Begründer der modernen deutschen Strafrechtslehre (* 1775)
- 02. Juni: Anne-Jean-Marie-René Savary, Herzog von Rovigo, französischer General und Polizeiminister (* 1774)
- 06. Juni: Alexander Buckner, US-amerikanischer Politiker (* 1785)
- 18. Juni: Johann Christian Ziegler, deutscher Maler (* 1803)

### Zweites Halbjahr
- 02. Juli: Aoki Mokubei, japanischer Maler und Töpfer (* 1767)

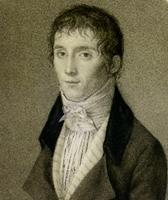
Joseph Nicéphore Niépce

- 05. Juli: Joseph Nicéphore Nièpce, einer der Erfinder der Fotografie (* 1765)
- 08. Juli: Christian Bethmann, deutscher Orgelbauer (* 1783)
- 11. Juli: Yagan, aufständischer Krieger eines Aborigines-Stammes in Australien (* vermutlich 1795)
- 27. Juli: William Bainbridge, US-amerikanischer Kommodore der US-Navy (* 1774)
- 20. Juli: Ninian Edwards, US-amerikanischer Politiker (* 1775)
- 22. Juli: Jesse Wharton, US-amerikanischer Politiker (* 1782)
- 24. Juli: Anastasio Mártir Aquino San Carlos, indianischer Fürst (* 1792)
- 29. Juli: William Wilberforce, britischer Anführer im Kampf gegen den Sklavenhandel (* 1759)
- 000Juli: Jean-Pierre Aumer, französischer Tänzer und Choreograf (* 1774/1776)
- 01. August: Michael Weber, deutscher evangelischer Theologe (* 1754)
- 11. August: Hans Nikolai Frenssen, deutscher Jurist und Landvogt von Sylt (* 1798)
- 24. August: Egbert Benson, US-amerikanischer Politiker (* 1746)
- 29. August: Christian Adolf von Seckendorff, dramatischer Dichter und Schriftsteller (* 1767)
- 31. August: Johann Heinrich Rothpletz, Schweizer Politiker (* 1766)
- 14. September: Antoine Christophe Merlin, genannt Merlin de Thionville, französischer Politiker (* 1762)
- 24. September: John Wilson Campbell, US-amerikanischer Richter und Politiker (* 1782)
- 26. September: August Maria Raimund zu Arenberg, österreichischer Offizier in französischen Diensten (* 1753)

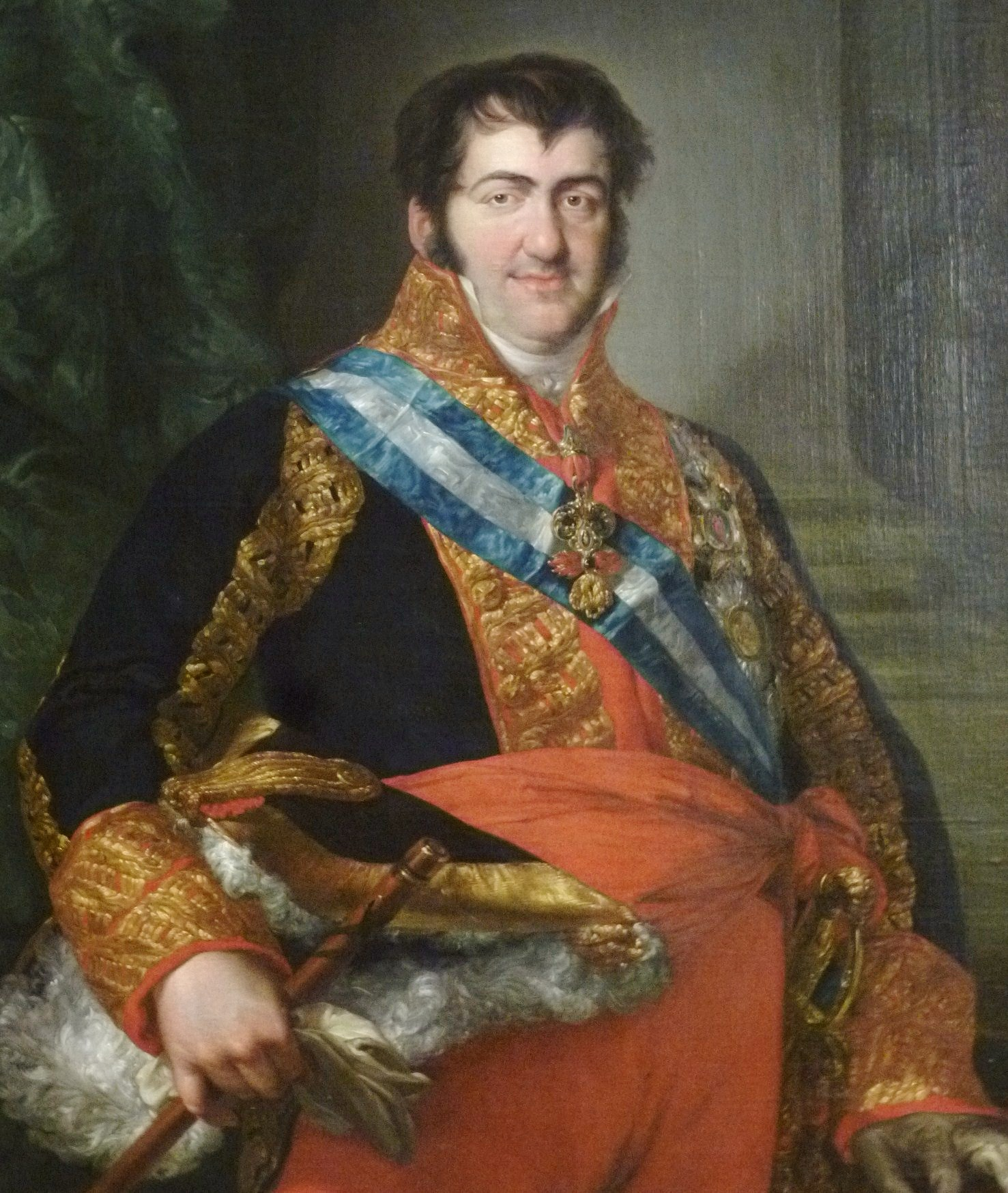
Ferdinand VII. von Spanien.

- 29. September: Ferdinand VII., König von Spanien (* 1784)
- 01. Oktober: Sophie Tieck, deutsche Dichterin (* 1775)
- 01. Oktober: Luísa Todi, portugiesische Opernsängerin (* 1753)
- 07. Oktober: Heinrich Friedrich Pfannkuche, deutscher evangelischer Theologe und Altphilologe (* 1766)
- 10. Oktober: François de Chasseloup-Laubat, französischer General (* 1754)
- 14. Oktober: Vincenz August Wagner, österreichischer Jurist und Hochschullehrer (* 1790)
- 16. Oktober: Ildefons von Arx, schweizerischer Mönch und Historiker (* 1755)
- 16. Oktober: Friedrich Karsten, deutscher Jurist (* 1795)
- 22. Oktober: Sigismund Friedrich Hermbstädt, Apotheker, Chemiker, technischer Schriftsteller (* 1760)
- 25. Oktober: Abbas Mirza, persischer Prinz und Militärführer (* 1789)
- 05. November: Jacob Friedrich Friese, deutscher Schulmeister, Organist und Orgelbauer (* 1765)
- 08. November: Maximilian Stadler, österreichischer Komponist, Musikhistoriker und Pianist (* 1748)
- 12. November: Johann Gottlob Worbs, deutscher Theologe und Historiker (* 1760)
- 22. November: Carl Wilhelm von Oppel, sächsischer Bergrat, Obersteuereinnehmer und Direktor der Porzellanmanufaktur Meißen (* 1767)
- 22. November: Anton Matthias Sprickmann, deutscher Schriftsteller und Jurist (* 1749)
- 23. November: Jean-Baptiste Jourdan, Marschall von Frankreich (* 1762)
- 24. November: Elise Bürger, Dichterin, dritte Ehefrau von Gottfried August Bürger (* 1769)
- 25. November: Nikolaus II., Fürst aus der Familie Esterházy (* 1765)
- 27. November: Jabbo Oltmanns, deutscher Mathematiker, Astronom (* 1783)
- 27. November: Philip Reinagle, englischer Zeichner, Porträt-, Tier- und Landschaftsmaler (* 1749)
- 10. Dezember: Dieudonné-Pascal Pieltain, genannt der Ältere, belgischer Komponist und Violinist (* 1754)
- 17. Dezember: Kaspar Hauser, Findelkind ungeklärter Herkunft (* 1812)
- 29. Dezember: Dominique Joseph Garat, französischer Politiker und Schriftsteller (* 1749)

### Genaues Todesdatum unbekannt
- William Cole, britischer Seemann auf der Bounty (* 1762)
- Vittorio Trento, italienischer Komponist (* 1761)